# Can't Get Enough (chanson de J. Cole)
Pour les articles homonymes, voir Can't Get Enough.
Singles de J. Cole
Only Wanna Give It to You
(2011) Party
(2011)
Singles par Trey Songz
Take Off
(2011) The Way You Move
(2011)
Can't Get Enough est une chanson du rappeur J. Cole en collaboration avec l'artiste Trey Songz extrait de l'album Cole World: The Sideline Story (2011).
La chanson contient un sample de Paulette de Balla et ses baladins.